# 幸福的保护色
《幸福的保护色》（日语：／ Shiawase no Hogoshoku */?）是日本女子偶像團體乃木坂46的第25張單曲，由秋元康作词，MASANORI URA作曲。于2020年3月25日由N46Div.发行。同名标题曲的Center（中心成员）由白石麻衣担任 。

## 背景和发行
单曲分为内附蓝光光盘的Type-A、Type-B、Type-C、Type-D和只包含CD的通常版，共有五个版本。Type A〜D内附“全国活动参加券”或“特别礼物申请券”及1张成员生写真。 2020年3月6日直播的《MUSIC STATION》中，组合首次于电视节目中表演了本曲。

## 封面寫真
| Type-A | 生田繪梨花、齋藤飛鳥、白石麻衣                                                 |
| Type-B | 生田繪梨花、齋藤飛鳥、星野南、松村沙友理                                       |
| Type-C | 秋元真夏、井上小百合、高山一实、中田花奈、樋口日奈、和田真彩                   |
| Type-D | 北野日奈子、新内真衣、堀未央奈                                                 |
| 通常盤 | 岩本蓮加、梅澤美波、遠藤樱、大園桃子、賀喜遙香、久保史緒里、山下美月、與田祐希 |

## 音樂與歌詞
《掰掰。》是坂道系列中初次除了秋元康以外由成員作詞的歌曲，也是白石首次嘗試作詞。以「再見然後謝謝」為主軸，懷抱著各種各樣的回憶和複雜的想法，在相遇時相同的季節告別，是白石給予所有支持她的人最後的訊息。初次嘗試作詞的白石即展示不錯的技巧，以些微的字詞差異詮釋不同視角，歌詞當中描繪出白石在乃木坂46裡各種重大回憶。

## MV
幸福的保護色
導演：池田一真
2020年2月上旬，在山梨縣的攝影棚進行為期兩天的拍攝，以為畢業生送行的「舞會」為概念。因为是成员与和白石麻衣最後一次拍摄MV，每一場場景結束後，都會有其他成員跑到白石身邊哭。特別是在送花束的場景中，忍不住流淚的成員接連出現，白石本人忍住眼淚的表情這樣被採用到MV中。另外，這次的MV是以白石為中心，從1期生到4期生，各自一邊纏繞一邊進行舞蹈的構成。編舞由CRE8BOY負責。3月5日，MV於乃木坂46YouTube頻道公開。
Anastasia
導演：伊藤眾人
2020年2月上旬在千葉縣的富津市拍攝，以「高舉2期生之旗」為主題，以冒險故事為概念製作而成。MV的最後，在高台上舉旗的場景中，樓梯比想像中還要陡，有一邊喘著氣一邊進行拍攝。對佐佐木琴子來說是參與乃木坂46最後的MV，拍攝結束後，2期生成員全體感慨萬千，一邊流淚一邊安慰佐佐木。這首歌表現了無論多少次都會站起來聚集在一起的人們。3月7日，MV在SHOWROOM現場直播《乃木坂46幻之2期生演唱會》中首次播放。編舞由Kacchoii Company負責。
掰掰。
導演：湯淺弘章
2月上旬在Summerland（秋留野市周邊）和乃木坂拍攝，以白石麻衣出道約8年，以及支持白石的人們的軌跡為概念。當中還使用到演唱會影像和以手機拍攝的花絮，也有白石本人提供的影像，可以窺見成員們真實的樣貌。另外，為了拍攝白石明朗的一面，在遊樂園進行了拍攝，中途進行的夾娃娃的拍攝預計會收錄1小時，但因為白石本人太擅長，10分鐘就結束拍攝。音樂錄影帶由湯淺弘章執導，和白石商量以「某乃木坂粉絲的少女的8年和白石麻衣的休息日的1天」這樣的構成來製作，影片中的歌詞是白石親筆寫的字。全長「8分21秒」則象徵乃木坂46創團日8月21日，這是白石8年偶像生涯的集大成之作。3月12日，MV於乃木坂46YouTube頻道公開。
每天都是Brand new day
導演：横堀光範
3期生歌曲《每日Brand new day》的MV於2020年2月上旬在千葉縣內的露營地拍攝。伴隨自然、篝火及玻璃中的光等，以三期生一邊露營一邊「看見全新的光芒」為概念攝影。雖然是在氣溫約5度左右的寒冷夜晚裡拍攝的，但是大園桃子和與田佑希在拍攝間隙還去了河邊玩。另外，影像中收錄的「疊疊樂」場景，雖然是照原樣拍攝了真的在玩的樣子，但是全員都很擅長，怎麼也决定不了勝負，一場遊戲花了30分鐘以上。橫堀光範作為導演，曾參與Soft Bank CM《青春無限期》、Borbon CM《Fettuccine 軟糖》等眾多CM的製作，在乃木坂46參與製作了《全新的世界》、《不成眠的商隊》的Music Video的攝影師。3月19日，MV於乃木坂46YouTube頻道公開。
I see...
導演：神谷雄貴
1月下旬，以秋葉原為中心，在東京都內各處拍攝了2天的MV，講述了賀喜遙香率領部下（黑子）們突然將「站台」帶入日常空間，讓其跳舞的奮鬥故事。在最後高潮部分的舞蹈場景中，是在能看到秋葉原的鐵路的地方，拍攝是在火車從後面經過的情況下進行的，在有限的時間內非常集中的拍攝舞蹈場景。另外本篇最後的結尾部分，在日常空間裡帶著舞台跳舞的場景中，黑子的黑頭巾會妨礙動作，造成NG連續發生。作為攝影師活躍於各個領域，曾擔任過乃木坂46《飛機跑道》、《〜Do my best〜沒有意義》MV的導演maxilla成員神穀雄貴擔任導演。2020年3月18日，在乃木坂46官方YouTube頻道公開後，「曲調很有SMAP的感覺」引起了乃木坂46粉絲以外的關注，約1個月後的4月26日在YouTube上的播放次數超過了之前公開的同名主打歌的MV，成為了話題。6月26日突破了1000萬次播放量。

## 媒體使用歌曲
再見 Stay with me
北日本BOURBONfettuccine長條軟糖「一旦迷路了，就無法通過。」篇廣告曲。
I see...
4期生首次主演的dTV原創網路連續劇《小寒的故事》主題歌。
dTV原創電視劇《遇見猴子》（猿に会う）主題曲。
富士電視台《乃木坂46的夢之打工經歷：工作方式改革》的片頭曲。
日本電視台《Nogizaka Skits》的片頭曲。
奇幻三色麵包
電影《別對映像研出手！》（2020年9月25日上映，東寶）主題歌。

## 歌曲列表

### Type-A
| CD   | CD                               | CD       | CD                | CD         |
| 曲序 | 曲目                             |          | 作曲              | 編曲       |
| ---- | -------------------------------- | -------- | ----------------- | ---------- |
| 1.   | 幸福的保護色                     | 秋元康   | MASANORI URA      | 武藤星兒   |
| 2.   | 再見 Stay with me                | 秋元康   | 白石紗澄李        | 白石紗澄李 |
| 3.   | 掰掰。                           | 白石麻衣 | 浦島健太、H.Shing | 菊池博人   |
| 4.   | 幸福的保護色 off vocal ver.      |          | MASANORI URA      | 武藤星兒   |
| 5.   | 再見 Stay with me off vocal ver. |          | 白石紗澄李        | 白石紗澄李 |
| 6.   | 掰掰。 off vocal ver.            |          | 浦島健太、H.Shing | 菊池博人   |

| Blu-ray | Blu-ray                                 | Blu-ray  |
| 曲序    | 曲目                                    | 導演     |
| ------- | --------------------------------------- | -------- |
| 1.      | 幸福的保護色 Music Video                | 池田一真 |
| 2.      | 掰掰。 Music Video                      | 湯淺弘章 |
| 3.      | 黑見明香・佐藤璃果・林瑠奈 個人宣傳影片 |          |

### Type-B
| CD   | CD                               | CD     | CD           | CD         |
| 曲序 | 曲目                             |        | 作曲         | 編曲       |
| ---- | -------------------------------- | ------ | ------------ | ---------- |
| 1.   | 幸福的保護色                     | 秋元康 | MASANORI URA | 武藤星兒   |
| 2.   | 再見 Stay with me                | 秋元康 | 白石紗澄李   | 白石紗澄李 |
| 3.   | Anastasia                        | 秋元康 | 中村泰輔     | 中村泰輔   |
| 4.   | 幸福的保護色 off vocal ver.      |        | MASANORI URA | 武藤星兒   |
| 5.   | 再見 Stay with me off vocal ver. |        | 白石紗澄李   | 白石紗澄李 |
| 6.   | Anastasia off vocal ver.         |        | 中村泰輔     | 中村泰輔   |

| Blu-ray | Blu-ray                        | Blu-ray  |
| 曲序    | 曲目                           | 導演     |
| ------- | ------------------------------ | -------- |
| 1.      | 幸福的保護色 Music Video       | 池田一真 |
| 2.      | Anastasia Music Video          | 伊藤衆人 |
| 3.      | 松尾美佑・弓木奈於個人宣傳影片 |          |

### Type-C
| CD   | CD                                   | CD     | CD           | CD         |
| 曲序 | 曲目                                 |        | 作曲         | 編曲       |
| ---- | ------------------------------------ | ------ | ------------ | ---------- |
| 1.   | 幸福的保護色                         | 秋元康 | MASANORI URA | 武藤星兒   |
| 2.   | 再見 Stay with me                    | 秋元康 | 白石紗澄李   | 白石紗澄李 |
| 3.   | 每天都是Brand new day                | 秋元康 | APAZZI       | APAZZI     |
| 4.   | 幸福的保護色 off vocal ver.          |        | MASANORI URA | 武藤星兒   |
| 5.   | 再見 Stay with me off vocal ver.     |        | 白石紗澄李   | 白石紗澄李 |
| 6.   | 每天都是Brand new day off vocal ver. |        | APAZZI       | APAZZI     |

| Blu-ray | Blu-ray                           | Blu-ray  |
| 曲序    | 曲目                              | 導演     |
| ------- | --------------------------------- | -------- |
| 1.      | 幸福的保護色 Music Video          | 池田一真 |
| 2.      | 每天都是Brand new day Music Video | 橫堀光範 |
| 3.      | 白石麻衣～再見以及謝謝～前篇（白石麻衣～さよならをありがとう～前編）  |          |

### Type-D
| CD   | CD                               | CD     | CD           | CD         |
| 曲序 | 曲目                             |        | 作曲         | 編曲       |
| ---- | -------------------------------- | ------ | ------------ | ---------- |
| 1.   | 幸福的保護色                     | 秋元康 | MASANORI URA | 武藤星兒   |
| 2.   | 再見 Stay with me                | 秋元康 | 白石紗澄李   | 白石紗澄李 |
| 3.   | I see…                           | 秋元康 | youth case   | 佐佐木博史 |
| 4.   | 幸福的保護色 off vocal ver.      |        | MASANORI URA | 武藤星兒   |
| 5.   | 再見 Stay with me off vocal ver. |        | 白石紗澄李   | 白石紗澄李 |
| 6.   | I see… off vocal ver.            |        | youth case   | 佐佐木博史 |

| Blu-ray | Blu-ray                          | Blu-ray  |
| 曲序    | 曲目                             | 導演     |
| ------- | -------------------------------- | -------- |
| 1.      | 幸福的保護色 Music Video         | 池田一真 |
| 2.      | I see… Music Video               | 神谷雄貴 |
| 3.      | 白石麻衣～再見以及謝謝～後篇（白石麻衣～さよならをありがとう～後編） |          |

### 通常盤
| CD   | CD                               | CD     | CD           | CD         |
| 曲序 | 曲目                             |        | 作曲         | 編曲       |
| ---- | -------------------------------- | ------ | ------------ | ---------- |
| 1.   | 幸福的保護色                     | 秋元康 | MASANORI URA | 武藤星兒   |
| 2.   | 再見 Stay with me                | 秋元康 | 白石紗澄李   | 白石紗澄李 |
| 3.   | 奇幻三色麵包                     | 秋元康 | 土橋仁       | 土橋仁     |
| 4.   | 幸福的保護色 off vocal ver.      |        | MASANORI URA | 武藤星兒   |
| 5.   | 再見 Stay with me off vocal ver. |        | 白石紗澄李   | 白石紗澄李 |
| 6.   | 奇幻三色麵包 off vocal ver.      |        | 土橋仁       | 土橋仁     |

## 選拔成員

### 幸福的保護色
（中心成員：白石麻衣）
- 第三排：賀喜遙香、新内真衣、山下美月、久保史緒里、堀未央奈、大園桃子、遠藤櫻、岩本蓮加、與田祐希、北野日奈子、梅澤美波[8]
- 第二排：井上小百合、和田真彩、高山一實、秋元真夏、樋口日奈、中田花奈[8]
- 第一排：齋藤飛鳥、生田繪梨花、白石麻衣、松村沙友理、星野南[8]

白石麻衣、井上小百合與中田花奈參與最後一張的選拔單曲。選拔人數較上單多四人，福神則和上單一樣維持十一人。一期生全員福神，中田花奈自第19張單曲《及時行事》隔6單再次進入選拔，並自第2張單曲《來吧Shampoo》睽違八年重返福神。樋口日奈自第20張單曲《同步巧合》隔5單再次進入選拔，並首次擔任福神。和田真彩更是自第8張單曲《察覺時已是單戀》相隔17單再次進入選拔並首次擔任福神。岩本蓮加重返選拔行列，與上一單相比，筒井彩萌和去年畢業的櫻井玲香沒有進入選拔成員行列。

### 再見 Stay with me
- 秋元真夏、生田繪梨花、齋藤飛鳥、松村沙友理、久保史緒里、與田祐希、遠藤櫻、賀喜遙香[9]

### 掰掰。
- 白石麻衣[9]

由白石麻衣作詞的畢業獨唱曲。此曲為乃木坂46第一首由成員作詞的歌曲。

### Anastasia
（中心成員：堀未央奈）
- 伊藤純奈、北野日奈子、佐佐木琴子、新内真衣、鈴木絢音、寺田蘭世、堀未央奈、山崎怜奈、渡邊米麗愛

2期生演唱曲

### 每天都是Brand new day
（中心成員：久保史緒里）
- 伊藤理理杏、岩本蓮加、梅澤美波、大園桃子、久保史緒里、阪口珠美、佐藤楓、中村麗乃、向井葉月、山下美月、吉田綾乃克莉絲蒂、與田祐希

3期生演唱曲

### I see...
（中心成员：賀喜遙香）
- 遠藤櫻、賀喜遙香、掛橋沙耶香、金川紗耶、北川悠理、柴田柚菜、清宮玲、田村真佑、筒井彩萌、早川聖來、矢久保美緒

4期生演唱曲

### 奇幻三色麵包
- 齋藤飛鳥、梅澤美波、山下美月[9]